# Nguyễn Viết Nhung
Nguyễn Viết Nhung (sinh ngày 1 tháng 6 năm 1962) là một bác sĩ chuyên ngành lao và các bệnh về phổi người Việt Nam, nguyên giám đốc Bệnh viện Phổi Trung ương, Trưởng ban điều hành Chương trình Chống lao Quốc gia. Không chỉ là một phó giáo sư, tiến sĩ trong chuyên ngành lao, phổi, ông còn được nhà nước Việt Nam phong tặng danh hiệu Thầy thuốc Nhân dân.

## Cuộc đời
Nguyễn Viết Nhung sinh ngày 1 tháng 6 năm 1962, quê quán tại xã Lũng Hòa, huyện Vĩnh Tường, tỉnh Vĩnh Phúc. Ông tốt nghiệp chuyên ngành Lao và Bệnh phổi tại Trường Đại học Y Hà Nội vào năm 1985. Sau khi hoàn thành bác sĩ nội trú vào năm 1988, ông trở thành bác sĩ điều trị tại Viện Lao và Bệnh Phổi thuộc Bộ môn Lao của Trường Đại học Y Hà Nội. Từ năm 1991, ông đảm nhiệm vai trò Thư ký của Chương trình Ung thư Phổi Quốc gia. Đến năm 1996, ông sang Cộng hòa Séc và bắc đầu làm nghiên cứu sinh tại Đại học Karl tại Praha. Năm 2000, ông bảo vệ thành công luận án tiến sĩ chuyên ngành Sinh học và Bệnh lý học tế bào và về nước tiếp tục công tác điều trị tại Viện Lao và Bệnh phổi.
Từ năm 2002 đến 2007, ông trải qua nhiều chức vụ như Phó phòng Kế hoạch tổng hợp, Phó ban thường trực Ban phòng chống tác hại thuốc lá của Viện Lao và Bệnh phổi, chuyên viên Ban phòng chống tác hại thuốc lá Quốc gia (VINACOSH), Trưởng phòng Chỉ đạo tuyến, Trưởng văn phòng Dự án phòng chống lao Quốc gia của Bệnh viện Phổi Trung ương.
Năm 2007, Nguyễn Viết Nhung được bổ nhiệm làm Phó giám đốc Bệnh viện Phổi Trung ương kiêm Phó chủ nhiệm thường trực Chương trình Chống lao Quốc gia. Năm 2012, ông trở thành một trong các Phó chủ tịch Hội Chống lao và Bệnh phổi Việt Nam (nay là Hội Phổi Việt Nam). Đến năm 2013, ông được bổ nhiệm làm Giám đốc Bệnh viện Phổi Trung ương kiêm Chủ nhiệm Chương trình Chống lao Quốc gia. Cũng trong năm này, ông được nhà nước Việt Nam công nhận chức danh Phó giáo sư ngành Y. Năm 2017, ông trở thành Chủ tịch Hội Phổi Việt Nam.
Từ khi bắt đầu công việc tại Viện Lao và Bệnh phổi, ông đã liên tục nghiên cứu chuyên sâu về căn bệnh lao nói riêng và các bệnh về phổi nói chung. Ông không chỉ là tác giả, chủ biên của nhiều cuốn sách chuyên khảo, tham khảo hay hướng dẫn về việc quản lý, điều trị bệnh về phổi ở Việt Nam mà còn tham gia biên soạn nhiều sách chuyên ngành của WHO. Bên cạnh biên soạn sách, ông còn cho ra đời hàng trăm bài nghiên cứu về các đề tài liên quan đến bệnh phổi, rất nhiều trong số đó được công bố trên các tạp chí Khoa học, Y học có tiếng trên thế giới.
Ngày 15 tháng 11 năm 2023, hiệu trưởng Trường Đại học Y Dược, Đại học Quốc gia Hà Nội Lê Ngọc Thành đã ký quyết định thành lập Khoa Y và kiện toàn bộ máy nhân sự lâm thời, bổ nhiệm Chủ nhiệm Bộ môn Phổi của Đại học Quốc gia Hà Nội là Nguyễn Viết Nhung làm Chủ nhiệm Khoa Y. Đến ngày 20, trường đã tổ chức lễ công bố quyết định thành lập khoa và bổ chiệm Chủ nhiệm khoa.

## Tác phẩm

### Công trình khoa học

#### Tạp chí quốc tế
| Năm  | Tên đề tài | Tạp chí công bố đầu tiên                 | Nguồn  |
| ---- | --- | ---------------------------------------- | ------ |
| 1998 | Biểu hiện của gen nm 23 trong ung thư biểu mô phổi                                                                              | Ceskoslovenska Patologie                 | [ 4 ]  |
| 1999 | Cytokeratins và ung thư biểu mô phổi                                                                                            | Ceskoslovenska Patologie                 | [ 5 ]  |
| 1999 | Biểu hiện của p53, p21 và bcl-2 trong tiên lượng ung thư biểu mô phổi                                                           | Ceskoslovenska Patologie                 | [ 6 ]  |
| 2000 | CD44 và biến thể ghép nối v6 trong ung thư biểu mô phổi: liên quan đến NCAM, CEA, EMA và UP1 và ý nghĩa tiên lượng              | Neoplasma                                | [ 7 ]  |
| 2000 | Biểu hiện của cyclin D1, Ki-67 và PCNA trong ung thư phổi không phải tế bào nhỏ: ý nghĩa tiên lượng và so sánh với p53 và bcl-2 | Acta Histochemica                        | [ 8 ]  |
| 2010 | Điều tra quốc gia về tỷ lệ mắc bệnh lao ở Việt Nam                                                                              | Bản tin của Tổ chức Y tế Thế giới        | [ 9 ]  |
| 2013 | Điều tra tiếp xúc hộ gia đình đối với bệnh lao ở Việt Nam                                                                       | Trials                                   | [ 10 ] |
| 2014 | Lao trẻ em ở miền Bắc Việt Nam: Đánh giá 103 trường hợp                                                                         | PLoS ONE                                 | [ 11 ] |
| 2014 | Đa hình của SP110 có liên quan đến cả lao phổi và lao ngoài phổi ở người Việt Nam                                               | PLoS ONE                                 | [ 12 ] |
| 2015 | Đồng nhiễm lao và HIV tập trung vào khu vực châu Á-Thái Bình Dương                                                              | Tạp chí quốc tế về Bệnh truyền nhiễm     | [ 13 ] |
| 2015 | Điều tra quốc gia lần thứ 4 về kháng thuốc chống lao tại Việt Nam                                                               | Tạp chí quốc tế về Bệnh lao và bệnh phổi | [ 14 ] |
| 2015 | Tỷ lệ và đặc điểm bệnh nhân của bệnh phổi tắc nghẽn mạn tính ở người không hút thuốc tại Việt Nam và Indonesia                  | Respirology (Carlton, Vic.).             | [ 15 ] |
| 2018 | Điều tra liên hệ hộ gia đình để phát hiện bệnh lao ở Việt Nam                                                                   | Tạp chí Y học New England                | [ 16 ] |
| 2018 | Đo lường chi phí thảm khốc do bệnh lao ở Việt Nam                                                                               | Tạp chí quốc tế về Bệnh lao và bệnh phổi | [ 17 ] |

#### Tạp chí trong nước
| Năm  | Tên đề tài                                                                                     | Tạp chí                                                                           | Nguồn  |
| ---- | ---------------------------------------------------------------------------------------------- | --------------------------------------------------------------------------------- | ------ |
| 1991 | Nhân 1 trường hợp nấm phổi Aspergillus                                                         | Nội san Lao và Bệnh phổi                                                          | [ 18 ] |
| 1996 | Tổng kết nghiên cứu dịch tễ và điều tra bệnh ung thư phổi nguyên phát                          | Tổng hội Y học: Áp dụng khoa học kỹ thuật vào phòng chống ung thư phổi ở Việt Nam |        |
| 2005 | Nghiên cứu chức năng thông khí phổi trên 200 người có nguy cơ cao mắc COPD                     | Tạp chí Y học thực hành                                                           | [ 19 ] |
| 2005 | Kết quả bước đầu ứng dụng kỹ thuật SPECT với MIBI Tc 99mm vào chẩn đoán các đám mờ ở phổi      | Tạp chí Y học thực hành                                                           | [ 20 ] |
| 2008 | Chương trình điều trị phục hồi chức năng hô hấp cho người bệnh phổi mãn tính                   | Tạp chí Y dược học quân sự                                                        | [ 21 ] |
| 2011 | Giải pháp cho quản lý Hen và Bệnh phổi tắc nghẽn mạn tính ở Việt Nam                           | Tạp chí Lao và Bệnh phổi                                                          | [ 22 ] |
| 2012 | Các bằng chứng lâm sàng về tác hại của thuốc lá và định hướng phòng chống tác hại của thuốc lá | Tạp chí Lập pháp                                                                  | [ 23 ] |

### Sách
| Năm        | Tên sách | Vai trò       | Thể loại    | Nhà xuất bản            | Nguồn      |
| Tiếng Việt | Tiếng Việt | Tiếng Việt    | Tiếng Việt  | Tiếng Việt              | Tiếng Việt |
| ---------- | --- | ------------- | ----------- | ----------------------- | ---------- |
| 2012       | Phục hồi chức năng hô hấp                                                                                                  | Tác giả       | Chuyên khảo | Nhà xuất bản Y học      |            |
| 2012       | Chiến lược thực hành sức khỏe phổi                                                                                         | Tác giả       | Chuyên khảo | Nhà xuất bản Y học      |            |
| 2013       | Hướng dẫn chẩn đoán bệnh lao sử dụng kỹ thuận Gene Xpert MTB/RIF                                                           | Tham gia      | Hướng dẫn   | Bộ Y tế                 |            |
| 2014       | Hướng dẫn hoạt động chuyển tuyến trong chiến lược thực hành xử lý tốt bệnh hô hấp-PAL                                      | Tham gia      | Hướng dẫn   | Bộ Y tế                 |            |
| 2015       | Hướng dẫn phối hợp quản lý lao trẻ em giữa cơ sở y tế nhi khoa                                                             | Chủ biên      | Hướng dẫn   | Nhà xuất bản Y học      |            |
| 2016       | Cẩm nang hướng dẫn thuốc điều trị lao                                                                                      | Đồng chủ biên | Hướng dẫn   | Nhà xuất bản Thanh niên |            |
| 2017       | Hướng dẫn kiểm soát nhiễm khuẩn lao                                                                                        | Chủ biên      | Hướng dẫn   | Bộ Y tế                 |            |
| 2018       | Hướng dẫn chẩn đoán và điều trị bệnh phổi tắc nghẽn mãn tính                                                               | Tham gia      | Hướng dẫn   | Bộ Y tế                 | [ 24 ]     |
| 2019       | Từ điển bệnh học phổi và lao                                                                                               | Đồng chủ biên | Từ điển     | Nhà xuất bản Y học      | [ 25 ]     |
| 2021       | Điều trị bệnh phổi tắc nghẽn mạn tính bằng tế bào gốc trung mô đồng loài từ mô dây rốn                                     | Đồng chủ biên | Chuyên khảo | Nhà xuất bản Y học      | [ 26 ]     |
| Tiếng Anh  | |               |             |                         |            |
| 2011       | Ưu tiên trong nghiên cứu hoạt động để cải thiện chăm sóc và kiểm soát bệnh lao                                             | Tham gia      | Chuyên khảo | WHO                     | [ 27 ]     |
| 2013       | Việc sử dụng bedaquiline trong điều trị bệnh lao đa kháng thuốc: hướng dẫn chính sách tạm thời                             | Tham gia      | Chuyên khảo | WHO                     | [ 28 ]     |
| 2014       | Hướng dẫn chương trình chống lao quốc gia về quản lý bệnh lao trẻ em                                                       | Tham gia      | Hướng dẫn   | WHO                     | [ 29 ]     |
| 2015       | Khung hành động toàn cầu cho nghiên cứu bệnh lao nhằm hỗ trợ cho trụ cột thứ ba trong chiến lược chấm dứt bệnh lao của WHO | Tham gia      | Chuyên khảo | WHO                     | [ 30 ]     |
| 2016       | Hồ sơ phác đồ đích trong điều trị lao                                                                                      | Tham gia      | Tham khảo   | WHO                     | [ 31 ]     |
| 2017       | Hướng dẫn điều trị bệnh lao nhạy cảm với thuốc và chăm sóc bệnh nhân                                                       | Tham gia      | Hướng dẫn   | WHO                     | [ 32 ]     |
| 2018       | Hướng dẫn điều trị bệnh lao kháng isoniazid của WHO                                                                        | Tham gia      | Hướng dẫn   | WHO                     | [ 33 ]     |
| 2019       | Hướng dẫn của WHO về phòng, chống nhiễm lao cập nhật 2019                                                                  | Tham gia      | Hướng dẫn   | WHO                     | [ 34 ]     |

## Thành tựu
- Huân chương Lao động hạng Nhì (2017), Ba (2012).
- Giải thưởng:
  - Bằng lao động sáng tạo của Tổng Liên đoàn Lao động Việt Nam (2012)
  - Bằng khen Thủ tướng Chính phủ (2016)
  - Chiến sĩ thi đua Toàn quốc (2016)
  - Giải thưởng Phạm Ngọc Thạch (2017)
- Danh hiệu:
  - Thầy thuốc ưu tú (2010)
  - Thầy thuốc Nhân dân (2022)[35]